# Монте Лонгу (Нуоро)
Монте Лонгу је насеље у Италији у округу Нуоро, региону Сардинија.
Према процени из 2011. у насељу је живело 140 становника. Насеље се налази на надморској висини од 9 м.